# اجبيل
 اجبيل (بالإنجليزية: JBIEL)‏ هي جماعة قروية تابعة لإقليم قلعة السراغنة ضمن جهة مراكش تانسيفت الحوز بالمغرب. بلغ مجموع عدد سكان  اجبيل حسب إحصاءات 2004 حوالي 10852 نسمة يعيشون في 1751 أسرة.

## إحصاء عام
| السنة | عدد السكان | عدد الأسر | عدد الأجانب |
| ----- | ---------- | --------- | ----------- |
| 1994  | 11789      | 1678      | °°°°        |
| 2004  | 10852      | 1751      | 0           |